# Kai Nokelainen
Kai Nokelainen – fiński skoczek narciarski. Najlepsze wyniki w Pucharze Świata osiągnął w sezonie 1987/1988, kiedy zajął 38. miejsce w klasyfikacji generalnej.

## Puchar Świata

### Miejsca w klasyfikacji generalnej
| Sezon     | Miejsce |
| --------- | ------- |
| 1986/1987 | 49.     |
| 1987/1988 | 38.     |

### Miejsca w poszczególnych konkursach indywidualnychPucharu Świata
| Źródło | Źródło      | Źródło      | Źródło      | Źródło   | Źródło     | Źródło                 | Źródło                 | Źródło        | Źródło              | Źródło              | Źródło         | Źródło         | Źródło    | Źródło  | Źródło    | Źródło       | Źródło       | Źródło  | Źródło    | Źródło   | Źródło | Źródło | Źródło  | Źródło  | Źródło | Źródło | Źródło | Źródło | Źródło | Źródło | Źródło | Źródło | Źródło | Źródło | Źródło | Źródło | Źródło | Źródło | Źródło | Źródło | Źródło | Źródło | Źródło | Źródło | Źródło | Źródło | Źródło | Źródło | Źródło |
| --- | ----------- | ----------- | ----------- | -------- | ---------- | ---------------------- | ---------------------- | ------------- | ------------------- | ------------------- | -------------- | -------------- | --------- | ------- | --------- | ------------ | ------------ | ------- | --------- | -------- | ------ | ------ | ------- | ------- | ------ | ------ | ------ | ------ | ------ | ------ | ------ | ------ | ------ | ------ | ------ | ------ | ------ | ------ | ------ | ------ | ------ | ------ | ------ | ------ | ------ | ------ | ------ | ------ | ------ |
| Sezon 1985/1986                                                                                                   |             |             |             |          |            |                        |                        |               |                     |                     |                |                |           |         |           |              |              |         |           |          |        |        |         |         |        |        |        |        |        |        |        |        |        |        |        |        |        |        |        |        |        |        |        |        |        |        |        |        |        |
| Thunder Bay | Thunder Bay | Lake Placid | Lake Placid | Chamonix | Oberstdorf | Garmisch-Partenkirchen | Innsbruck              | Bischofshofen | Harrachov           | Liberec             | Klingenthal    | Oberwiesenthal | Sapporo   | Sapporo | Vikersund | Vikersund    | Sankt Moritz | Gstaad  | Engelberg | Lahti    | Lahti  | Oslo   | Planica | Planica | punkty |        |        |        |        |        |        |        |        |        |        |        |        |        |        |        |        |        |        |        |        |        |        |        |        |
| - | -           | -           | -           | -        | -          | -                      | -                      | -             | -                   | -                   | -              | -              | -         | -       | -         | -            | -            | -       | -         | 36       | 37     | -      | -       | -       | 0      |        |        |        |        |        |        |        |        |        |        |        |        |        |        |        |        |        |        |        |        |        |        |        |        |
| Sezon 1986/1987                                                                                                   |             |             |             |          |            |                        |                        |               |                     |                     |                |                |           |         |           |              |              |         |           |          |        |        |         |         |        |        |        |        |        |        |        |        |        |        |        |        |        |        |        |        |        |        |        |        |        |        |        |        |        |
| Thunder Bay | Thunder Bay | Lake Placid | Lake Placid | Chamonix | Oberstdorf | Garmisch-Partenkirchen | Innsbruck              | Bischofshofen | Szczyrbskie Jezioro | Szczyrbskie Jezioro | Oberwiesenthal | Sapporo        | Sapporo   | Lahti   | Lahti     | Örnsköldsvik | Falun        | Planica | Planica   | Rælingen | Oslo   | punkty | punkty  | punkty  | punkty | punkty | punkty | punkty | punkty | punkty | punkty | punkty | punkty | punkty | punkty | punkty | punkty | punkty | punkty | punkty |        |        |        |        |        |        |        |        |        |
| - | -           | -           | -           | 7        | -          | -                      | -                      | -             | 44                  | 53                  | 42             | -              | -         | 33      | 51        | 27           | 58           | -       | -         | -        | -      | 9      | 9       | 9       | 9      | 9      | 9      | 9      | 9      | 9      | 9      | 9      | 9      | 9      | 9      | 9      | 9      | 9      | 9      | 9      |        |        |        |        |        |        |        |        |        |
| Sezon 1987/1988                                                                                                   |             |             |             |          |            |                        |                        |               |                     |                     |                |                |           |         |           |              |              |         |           |          |        |        |         |         |        |        |        |        |        |        |        |        |        |        |        |        |        |        |        |        |        |        |        |        |        |        |        |        |        |
| Thunder Bay | Thunder Bay | Lake Placid | Lake Placid | Sapporo  | Sapporo    | Oberstdorf             | Garmisch-Partenkirchen | Innsbruck     | Bischofshofen       | Gallio              | Sankt Moritz   | Gstaad         | Engelberg | Lahti   | Lahti     | Meldal       | Oslo         | Planica | Planica   | punkty   | punkty | punkty | punkty  | punkty  | punkty | punkty | punkty | punkty | punkty | punkty | punkty | punkty | punkty | punkty | punkty | punkty | punkty | punkty |        |        |        |        |        |        |        |        |        |        |        |
| 23 | 15          | 80          | 5           | -        | -          | 69                     | 95                     | 35            | 44                  | -                   | -              | -              | -         | 19      | 6         | 17           | 31           | -       | -         | 22       | 22     | 22     | 22      | 22      | 22     | 22     | 22     | 22     | 22     | 22     | 22     | 22     | 22     | 22     | 22     | 22     | 22     | 22     |        |        |        |        |        |        |        |        |        |        |        |
| Legenda |             |             |             |          |            |                        |                        |               |                     |                     |                |                |           |         |           |              |              |         |           |          |        |        |         |         |        |        |        |        |        |        |        |        |        |        |        |        |        |        |        |        |        |        |        |        |        |        |        |        |        |
| 1 2 3 4-10 11-15 poniżej 15 dq – dyskwalifikacja q – zawodnik nie zakwalifikował się - – zawodnik nie wystartował |             |             |             |          |            |                        |                        |               |                     |                     |                |                |           |         |           |              |              |         |           |          |        |        |         |         |        |        |        |        |        |        |        |        |        |        |        |        |        |        |        |        |        |        |        |        |        |        |        |        |        |